# Bonnie St. Claire
Bonnie St. Claire är artistnamnet för den nederländska popsångerskan Bonje Cornelia Swart, född den 18 november 1949 i Rozenburg i Zuid-Holland. Hon skivdebuterade 1967, men fick sitt genombrott i Nederländerna först 1969.
1972 började hon samarbeta med gruppen Unit Gloria som bestod av Mouse (Albert Hol), Hoss (Ed Swanenberg) och Meep (Gary Hol). Bonnie St. Claire & Unit Gloria slog igenom i Sverige med låten "Clap your hands and stamp your feet" som toppade Tio i topp 1973 och låg på listan 8 veckor. Senare samma år blev "Waikiki Man" tvåa och låg 9 veckor på listan. Gruppens tredje och sista hit på Tio i topp, "Voulez-vous (Yes I do, I love you)", nådde en fjärde plats och låg 7 veckor på listan 1974.  
1983 gjorde Bonne en version av Agnetha Fältskogs låt "Wrap Your Arms Around Me" på nederländska ("Sla Je Arm Om Me Heen"/Ta mej i din famn) och fick en stor hit som idag har kultstatus i hemlandet.
1984 deltog Bonnie i den nederländskspråkiga versionen av den första Abba-musikalen "Abbacadabra" där hon innehade rollen som Törnrosa. En annan deltagande sångerska var Luv-sångerskan José Hoebe.
1985 spelade hon tillsammans med José Hoebee under duonamnet "Bonnie & José" in albumet "Herinneringen" (Minnen) som uteslutande innehöll Abba-låtar på nederländska. Urvalet till skivan var de mindre kända Abba-låtarna. Kring denna skiva gjorde Bonnie och José 1986 ett teveprogram i Sverige: "Bonnie en José in Zweden" visades på kanalen NCRV. I programmet sågs duon bland annat i Polarstudion, där Abba spelat in. Björn Ulvaeus från Abba intervjuas i programmet och tackar för duons initiativ.